# Trompetvogel
De trompetvogel (Psophia crepitans), in Suriname ook bekend als kamikami, is een vogel uit de familie van de trompetvogels. 

## Kenmerken
Deze standvogel heeft de grootte van een hoen, doch staat hoger op de poten. Zijn kop, hals en buik zijn zwart met groen en blauwe metaalglans, de lange vleugelveren zijn grijsachtig. Het vederkleed van beide geslachten is gelijk. De vogel heeft een gebochelde rug. Hij maakt een eigenaardig brommend geluid. De soort kan tot 50 cm lang worden en circa 1,5 kg wegen. 

## Leefwijze
Hun voedsel bestaat voornamelijk uit gevallen vruchten. Ze leven in groepjes van zes tot acht dieren op de bosbodem.

## Verspreiding
Hij komt voor in de regenwouden in het noorden van Zuid-Amerika en telt twee ondersoorten:
- Psophia crepitans crepitans: Venezuela en zuidoostelijk Colombia via de Guyana's en noordelijk Brazilië.
- Psophia crepitans napensis: van zuidoostelijk Colombia tot noordoostelijk Peru en noordwestelijk Brazilië.